# Ragnar Jónasson
Ragnar Jónasson (* 1976 in Reykjavík) ist ein isländischer Schriftsteller und Jurist.

## Leben und Werk
Ragnar Jónasson ist in Reykjavík geboren und aufgewachsen und absolvierte nach seiner Schulausbildung ein Jurastudium. Bereits in seiner Jugend war er fasziniert von Kriminalgeschichten, insbesondere von den Werken Agatha Christies, und er begann im Alter von 17 Jahren damit, ihre Romane ins Isländische zu übersetzen. Inzwischen hat er vierzehn Romane seines literarischen Vorbilds in seine Muttersprache übersetzt.
Schon als Jugendlicher verfasste Jónasson zahlreiche preisgekrönte Kurzgeschichten, doch sein schriftstellerischer Durchbruch gelang ihm erst mit seinem Romandebüt Fölsk nóta, das 2009 erschien, aber bislang nicht ins Deutsche übersetzt wurde. Fölsk nóta (in Deutsch etwa: „Falsche Note“)  ist der erste Roman um Ari Thór Arason, den Ermittler der Dark-Iceland-Reihe, bevor dieser zur Polizei nach Siglufjördur wechselte. Mit Snjóblinda veröffentlichte Jónasson dann 2010 den ersten Band der Dark-Iceland-Reihe, der unter dem deutschen Titel Schneebraut beim S.-Fischer-Verlag erschien. Eine britische Filmproduktionsgesellschaft hat sich bereits die Filmrechte an der Dark-Iceland-Reihe gesichert.
2015 erschien mit Dimma der erste Band der Hulda-Trilogie, einer chronologisch rückwärts erzählten Romanreihe um die Ermittlerin Hulda Hermannsdóttir von der Kripo Reykjavík, die kurz vor ihrer frühzeitigen Pensionierung noch einen Cold Case untersuchen soll. Der erste Band dieser Reihe, der 2020 unter dem deutschen Titel Dunkel bei btb erschien, wurde von der Times als einer der besten 100 Krimis und Thriller seit 1945 ausgezeichnet.
Jónassons Romane wurden inzwischen in mehr als 30 Ländern veröffentlicht und in 21 Sprachen übersetzt.
Der Autor ist Mitglied der britischen Crime Writers’ Association (CWA) und Mitbegründer der Iceland Noir, des ersten isländischen Krimifestivals.
Der Roman Reykjavik war das bestverkaufte Buch auf Island im Jahre 2022. Er schrieb den Thriller zusammen mit seiner Freundin Katrín Jakobsdóttir (der damaligen isländischen Premierministerin) während des Corona-Lockdowns.
Neben seiner schriftstellerischen Tätigkeit arbeitet Ragnar Jónasson weiterhin als Rechtsanwalt und Investmentbanker und lehrt Urheberrecht an der Universität Reykjavík.
Ragnar Jónasson lebt mit seiner Frau und seinen beiden Töchtern in Reykjavík.

## Werke

### Dark-Iceland-Reihe
- 2010 Snjóblinda
  - Schneebraut (dt. Übersetzung von Ursula Giger), Fischer Taschenbuch Verlag, Frankfurt am Main 2017, ISBN 978-3-596-29913-3. (Neuauflage unter dem Titel Schneeblind, btb Verlag, München 2022, ISBN 978-3-442-77164-6)[5]
- 2011 Myrknætti
  - Todesnacht (dt. Übersetzung von Tina Flecken), Fischer Taschenbuch Verlag, Frankfurt am Main 2017, ISBN 978-3-596-29914-0.
- 2012 Rof
  - Blindes Eis (dt. Übersetzung von Helga Augustin), Fischer Taschenbuch Verlag, Frankfurt am Main 2017, ISBN 978-3-596-29752-8.
- 2013 Andköf
  - Totenklippe (dt. Übersetzung von Helga Augustin), Fischer Taschenbuch Verlag, Frankfurt am Main 2018, ISBN 978-3-596-70230-5.
- 2014 Náttblinda
  - Schneetod  (dt. Übersetzung von Helga Augustin), Fischer Taschenbuch Verlag, Frankfurt am Main 2019, ISBN 978-3-596-29753-5.
- 2020 Vetrarmein
  - Wintersturm (dt. Übersetzung von Anika Wolff), btb Verlag, München 2024, ISBN 978-3-442-75955-2.

### Reihe Hulda
- 2015 Dimma
  - Dunkel (dt. Übersetzung von Kristian Lutze), btb Verlag, München 2020, ISBN 978-3-442-75860-9.
- 2016 Drungi
  - Insel (dt. Übersetzung von Kristian Lutze), btb Verlag, München 2020, ISBN 978-3-442-75861-6.
- 2017 Mistur
  - Nebel (dt. Übersetzung von Andreas Jäger), btb Verlag, München 2020, ISBN 978-3-442-75862-3.
- 2024 Hulda[6]
  - Hulda (dt. Übersetzung von Anika Wolff), Prequel zur Hulda-Reihe, btb Verlag, München 2025, ISBN 978-3-442-76308-5.

### Hulda-Helgi-Serie
- 2019 Hvítidauði
  - Frost (dt. Übersetzung von Anika Wolff), btb Verlag, München 2021, ISBN 978-3-442-75931-6.

### Sonstige Romane
- 2009 Fölsk nóta
- 2018 Þorpið (auf Englisch: The Girl Who Died, 2021)
- 2019 Hvíti dauði (auf Englisch: White Death, 2023)
- 2021 Úti (auf Englisch: Outside, 2022)
- 2022 Reykjavík
  - Reykjavík. Zusammen mit Katrín Jakobsdóttir (Übersetzung aus dem Englischen von Andreas Jäger), btb Verlag, München 2023, ISBN 978-3-442-76259-0.

## Verfilmungen
Verschiedene Romane von Ragnar Jónasson sollen verfilmt werden, wurden aber bislang nicht ausgestrahlt.
- Dark Iceland
Die TV-Reihe umfasst die sechs Romane Schneebraut, Todesnacht, Blindes Eis, Totenklippe, Schneetod und Wintersturm.[7]
- Hulda-Reihe[8]
- Outside[9]